# Marie Anna Kotulinská z Křížkovic
Marie Anna hraběnka Kotulinská, baronka z Kotulína a Křížkovic (německy Maria Anna Gräfin Kottulinska, Baronin von Kottulin und Krzizkowitz, 12. května 1707 – 6. února 1788 Vídeň) byla kněžna z Lichtenštejna.

## Život
Narodila se jako dcera Františka Karla hraběte Kottulinského, barona z Kotulína a Křížkovic a jeho manželky Marie Antonie hraběnky z Rottalu.
22. srpna 1729 se ve Vaduzu (Lichtenštejnsko) vdala za 39letého, třikrát ovdovělého lichtenštejnského knížete Josefa Jana Adama, pouhé čtyři měsíce po smrti jeho třetí ženy. Po třech letech manželství zemřel kníže 17. prosince 1732 ve věku 42 let na svém zámku ve Valticích. Manželství bylo bezdětné.
Ovdovělá kněžna Marie Anna se později 10. října 1740 vdala za hraběte Ludvíka Ferdinanda ze Schulenburg-Oeynhausenu (1701–1754).
Zemřela 6. února 1788 ve Vídni a byla pohřbena ve farním a poutním kostele Navštívení Panny Marie v Mariabrunnu (dnes ve Vídeňské městské části Hütteldorf).